# Arsen(III)-chlorid
Arsentrichlorid, trivial auch bekannt als Arsen(ik)butter, ist eine chemische Verbindung der Elemente Arsen und Chlor mit der Summenformel AsCl3. Es ist eine farblose, ölige Flüssigkeit, die an der Luft raucht.

## Gewinnung und Darstellung
Arsentrichlorid kann durch Verbrennung von Arsen in Chlorgas gewonnen werden:
{\displaystyle \mathrm {2\ As(s)+3\ Cl_{2}(g)\rightarrow 2\ AsCl_{3}(g)} }
Arsen verbrennt in Chlorgas zu Arsentrichlorid.
Als Ausgangsmaterial kann auch Arsen(III)-oxid dienen, über das wasserfreier Chlorwasserstoff bei 180–200 °C geleitet wird:
{\displaystyle \mathrm {As_{2}O_{3}(s)+6\ HCl(g)\rightarrow 3\ H_{2}O(g)+2\ AsCl_{3}(g)} }
Arsentrioxid reagiert mit Chlorwasserstoff zu Wasser und Arsentrichlorid.
Eine weitere Möglichkeit ist die Herstellung aus Arsentrioxid, Schwefeldichlorid und Chlor.

## Eigenschaften
Arsentrichlorid zersetzt sich beim Erhitzen und unter Einfluss von Licht. Durch Luftfeuchtigkeit bildet es korrosive Dämpfe von Chlorwasserstoff und giftigem Arsen(III)-oxid. Es reagiert heftig mit starken Oxidationsmitteln, Wasser und Basen.

## Verwendung
Arsentrichlorid dient zum Beizen und Brünieren von Metallen.

## Sicherheitshinweise
Arsen(III)-chlorid darf nicht mit Wasser oder Oxidationsmitteln in Verbindung gebracht werden. Kontakt mit Wasser führt zur Zersetzung unter Bildung von ätzendem Chlorwasserstoff.
Akute Vergiftungserscheinungen äußern sich durch reizende und ätzende Wirkung auf Augen, Atemwege und Haut mit teilw. dauerhaften Schädigungen. Es ist davon auszugehen, dass durch Hautresorption toxische Arsenmengen in den Körper gelangen können.
Als Antidot gegen Arsen kommen Dimercaprol oder Dimercaptopropansulfonsäure in Frage, wobei letztere aufgrund der höheren Wirksamkeit bei gleichzeitig geringeren Nebenwirkungen bevorzugt wird.